# Конфіскатор (фільм)
«Конфіскатор» (англ. Repo Man) — американська науково-фантастична чорна комедія 1984 року, написана та знята Алексом Коксом у його режисерському дебюті. Головні ролі зіграли Гаррі Дін Стентон і Еміліо Естевес.

## Сюжет
У пустелі Мохаве поліцейський зупиняє Шевроле Малібу 1964 року випуску, за кермом якого знаходиться Джей Френк Парнелл. Поліцейський відкриває багажник, бачить сліпучий спалах білого світла і миттєво випаровується, залишаючи по собі лише черевики.
Отто Меддокса, молодого панк-рокера з Лос-Анджелеса, звільняють з роботи продавця в супермаркеті. Його дівчина йде від нього до найкращого друга. У депресії та безгрошів'ї Отто тиняється вулицями, коли до нього під'їжджає Бад і пропонує 25 доларів, щоб він вивіз машину з району, нібито для своєї дружини.
Отто їде за Бадом в корпорацію «Helping Hand Acceptance», де дізнається, що машину, на якій він їздив, забирають. Він відмовляється приєднатися до Бада "конфіскатором" і вирушає до своїх батьків. Дізнавшись, що його батьки-хіпі пожертвували гроші, обіцяні йому як нагороду за закінчення коледжу, телеєвангелісту, він вирішує влаштуватися на роботу.
Взявши в оренду червоний кадилак, Отто бачить, як Лейла біжить вулицею. Він підвозить її до місця роботи — магазину «United Fruitcake Outlet». Дорогою вона показує йому фотографії інопланетян, які, за її словами, знаходяться в багажнику Шевроле Малібу. Вона стверджує, що вони продукують небезпечне випромінювання. Тим часом «Helping Hand» отримує за "Малібу" винагороду в розмірі 20 000 доларів. Більшість припускає, що конфіскація пов'язана з наркотиками, оскільки сума винагороди значно перевищує реальну вартість автомобіля.
Парнелл прибуває до Лос-Анджелеса на "Малібу", де на нього вже чекає команда урядових агентів на чолі з жінкою з металевою рукою. Коли Парнелл заїжджає на заправку, конкуренти «Helping Hand», брати Родрігес, забирають "Малібу". Вони зупиняються, щоб купити газованої води. Поки вони виходять з машини, трійця друзів-панків Отто викрадає авто.
Після відвідин нічного клубу з'являється Парнелл, який обманом змушує панків відкрити багажник, вбиває одного з них і відлякує двох інших. Пізніше він підбирає Отто і сідає за кермо, після чого втрачає свідомість і помирає від радіації. Переживши перестрілку з панками в магазині, в результаті якої Бад отримує поранення, а панк на ім'я Дюк гине, Отто відвозить "Малібу" назад до «Helping Hand» і залишає його на стоянці. Машину знову викрадають, починається погоня. До цього часу машина світиться яскраво-зеленим кольором.
Зрештою, "Малібу" знову опиняється на стоянці «Helping Hand» з Бадом за кермом, але в підсумку його застрелили. Незабаром з'являються різні групи, які намагаються роздобути машину: урядові агенти, вчені, які вивчають НЛО, і телеєвангеліст. Усі, хто наближається до машини, спалахують, навіть ті, хто одягнений у вогнетривкі костюми.
Тільки Міллер, ексцентричний механік з «Helping Hand», який раніше пояснював Отто, що інопланетяни існують і можуть подорожувати в часі на своїх космічних кораблях, може сісти в машину. Він сідає за кермо і запрошує Отто сісти також. Після того, як Отто сідає на пасажирське сидіння, машина піднімається в повітря і відлітає, спочатку крізь міський пейзаж, а згодом — у космос.

## Акторський склад
| Актор             | Роль               |
| ----------------- | ------------------ |
| Гаррі Дін Стентон | Бад                |
| Еміліо Естевес    | Отто Меддокс       |
| Трейсі Волтер     | Міллер             |
| Олівія Бараш      | Лейла              |
| Сай Річардсон     | Лайт               |
| Вонетта Макгі     | Марлін             |
| Річард Форонжі    | Арнольд Плеттшнер  |
| Фокс Гарріс       | Джей Френк Парнелл |
| Дік Рюд           | Дюк                |
| Мігель Сандовал   | Арчі               |

## Виробництво
Численні сцени були зняті в центрі Лос-Анджелеса, зокрема, на південь від центру в районі Fashion District та на південний схід від центру в районі Arts District. На початку фільму, коли Отто йде вздовж колій, на задньому плані видно міст на 4-й вулиці через річку Лос-Анджелес.

## Відгуки
Після виходу на екрани «Конфіскатор» здобув широку популярність і різними виданнями включався у добірки найкращих фільмів 1984 року. У 2008 році група авторів і редакторів Los Angeles Times визнала «Конфіскатор» восьмим найкращим фільмом, знятим у Лос-Анджелесі за останні 25 років. Entertainment Weekly поставив фільм на сьоме місце у своєму списку «50 культових фільмів».

## Нагороди
Академія наукової фантастики, фентезі та фільмів жахів
- Перемога – Премія Сатурн за найкращу чоловічу роль другого плану – Трейсі Волтер
- Номінація – Премія Сатурн за найкращий сценарій – Алекс Кокс

Списки Американського інституту кіно
- Номінація – 100 найсмішніших американських фільмів за 100 років[11]
- Номінація – 10 найкращих американських фільмів у 10 класичних жанрах (10 найкращих науково-фантастичних фільмів)[12]

## Саундтрек
Саундтрек містить пісні різних панк-рок музикантів, таких як The Plugz, Black Flag, the Circle Jerks, Suicidal Tendencies, Iggy Pop (зі Стівом Джонсом, Найджелом Гаррісоном та Клемом Берком як бек-вокальна група) та інших. Музику до фільму створили Тіто Ларріва, Стівен Хафстетер, Чарлі Кінтана та Тоні Марсіко з The Plugz. Іггі Поп зголосився написати заголовну пісню після того, як його менеджер переглянув показ фільму.